# 维莱讷拉瑞埃勒
维莱讷拉瑞埃勒（法語：Villaines-la-Juhel，法語發音：[vilɛn la ʒy.ɛl]），法国西北部城市，卢瓦尔河地区大区马耶讷省的一个市镇，隶属于马耶讷区，其市镇面积为28.9平方公里，2022年1月1日时人口数量为2,682人，在法国城市中排名第3,995位。
维莱讷拉瑞埃勒位于马耶讷省东北部，是一个区域性的中心城市，多条公路在此交汇。

## 地名来源
“维莱讷”一名来源拉丁语单词“villana”，意为“农场”；“拉瑞埃勒”则来源于马耶讷的朱埃尔二世，后者历史上为当地的领主。

## 历史
罗马时期，一条道路由此次通过。中世纪时，维莱讷拉瑞埃勒长期为曼恩与诺曼底之间的边境地带，1312年，维莱讷拉瑞埃勒被设置为一个自由领地，被尚帕涅-帕尔塞（Champagne-Parcé）家族统治。法国大革命后，维莱讷拉瑞埃勒成为马耶讷省的一个市镇。工业革命期间，一条地方铁路曾由此通过，后被废弃。

## 地理

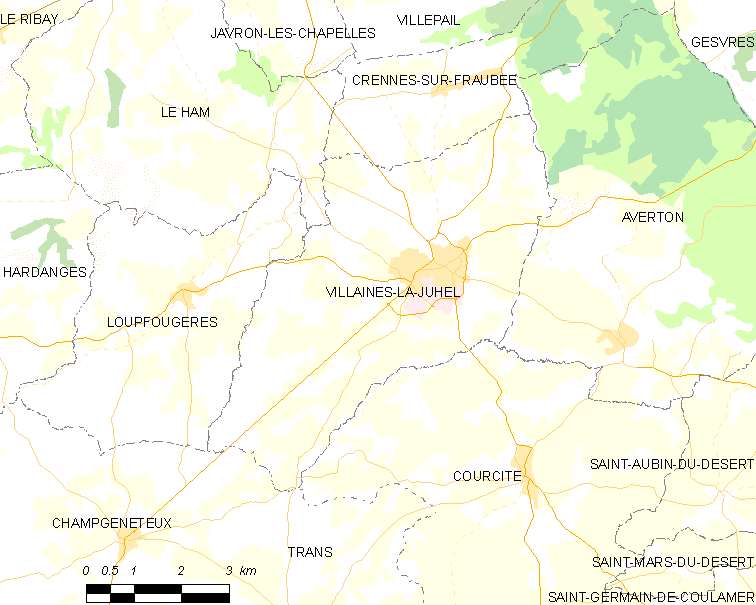
维莱讷拉瑞埃勒市镇范围地图

维莱讷拉瑞埃勒位于法国西北部，卢瓦尔河地区大区北部和马耶讷省东北部，距离省会拉瓦勒大约56公里。与维莱讷拉瑞埃勒接壤的市镇包括：弗罗贝河畔克雷讷、阿韦尔通、尚热内特、库尔西泰、勒阿姆、卢富热尔、特朗。

### 地形
维莱讷拉瑞埃勒位于阿瓦卢瓦山南部腹地，境内以丘陵为主，市镇中心地势较为平坦，全境海拔在155到238米之间。

### 水文
维莱讷拉瑞埃勒位于马耶讷河与萨尔特河的分水岭处，两河均属于卢瓦尔河流域。

### 植被
维莱讷拉瑞埃勒属于温带落叶林区，市区东部的“探险花园”（Jardin d'Aventure）是市区内主要的城市绿地，市镇范围东北部则有大片天然森林分布。
在鲜花城市的评比中，维莱讷拉瑞埃勒被评为1星级鲜花城市。

### 气候
维莱讷拉瑞埃勒在柯本气候分类法中属于温带海洋性气候。

## 行政区划
维莱讷拉瑞埃勒是法国卢瓦尔河地区大区马耶讷省的一个市镇，编号为53271。维莱讷拉瑞埃勒隶属于马耶讷区和马耶讷省第一选区，管理维莱讷拉瑞埃勒县，同时也是阿瓦卢瓦山市镇公共社区的组成部分。
法国国家统计与经济研究所（简称）在进行数据统计时，未将维莱讷拉瑞埃勒划入任何城市核心区（Unité urbaine）或城市区（Aire urbaine）内。自2020年起，包括维莱讷拉瑞埃勒在内的8个市镇被划入维莱讷拉瑞埃勒城市辐射区。此外，还将维莱讷拉瑞埃勒市镇整体看作一个“块区”（IRIS）。

## 交通

### 公路
多条马耶讷省省道在维莱讷拉瑞埃勒境内交汇，卢瓦尔河地区大区下属的城际客运提供巴士线路，可前往马耶讷。
2017年，71.2%的维莱讷拉瑞埃勒家庭拥有至少一辆私人汽车。2018年，维莱讷拉瑞埃勒境内共发生各类交通事故1起，造成1人受伤。

### 铁路
距离维莱讷拉瑞埃勒最近的运营中的铁路客运车站是位于巴黎－布雷斯特铁路上的埃夫龙站，该站停靠往返于勒芒和拉瓦勒一线的区域列车。

### 航空
维莱讷拉瑞埃勒距离卡昂、雷恩和昂热机场的公路里程均在130公里左右。

### 城市公共交通
维莱讷拉瑞埃勒暂无城市公共交通系统。

## 政治

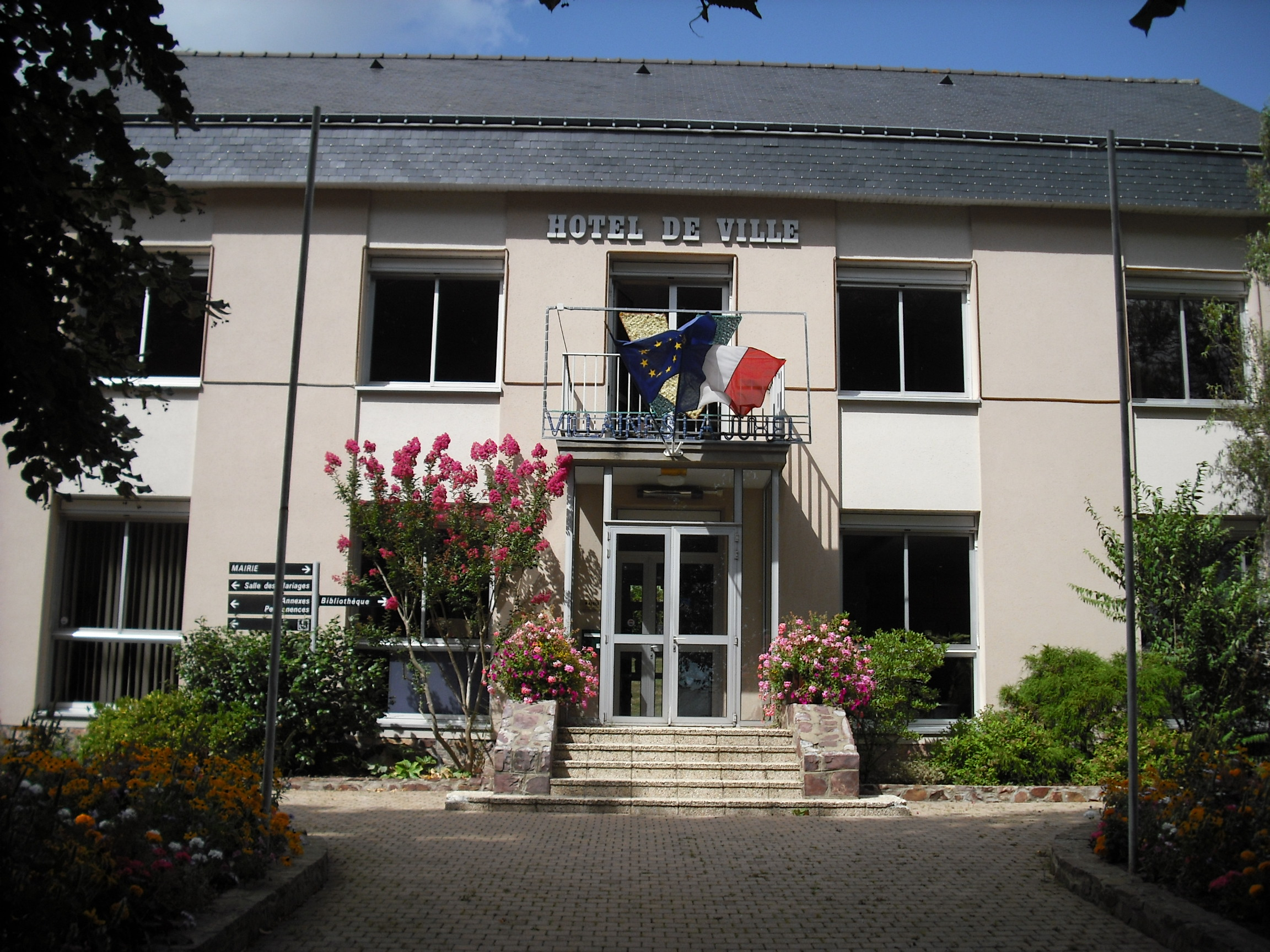
维莱讷拉瑞埃勒市政厅

维莱讷拉瑞埃勒的现任市长为达尼埃尔·勒努瓦尔先生（Daniel Lenoir），他是共和国前进！的一名成员，在2020年的市政选举中获得了50.09%的支持率。
在2017年的法国总统大选中，法国第25任总统埃马纽埃尔·马克龙在维莱讷拉瑞埃勒获得了70.15%的支持率。

## 人口
2018年，维莱讷拉瑞埃勒市镇人口数量为2,761，在法国排名第3,995位。其中男性1,338人，女性1,470人，75岁及以上人口占17.2%，外籍人口数量为510人，人口密度为96人/平方公里，当地居民被称为（男性）或（女性）。2019年，维莱讷拉瑞埃勒境内出生7人，死亡人口53人。
| 年份   | 1936  | 1946  | 1954  | 1962  | 1968  | 1975  | 1982  | 1990  | 1999  | 2006  | 2007  | 2008  | 2013  | 2018  |
| ------ | ----- | ----- | ----- | ----- | ----- | ----- | ----- | ----- | ----- | ----- | ----- | ----- | ----- | ----- |
| 人口數 | 1,869 | 1,872 | 1,825 | 2,037 | 2,321 | 2,732 | 3,081 | 3,171 | 3,179 | 3,106 | 3,095 | 3,084 | 2,930 | 2,761 |

## 经济
维莱讷拉瑞埃勒是一个区域性的中心城市，当地共有各类用人单位384家，平均历史为20年，其中97.98%为中小型企业（PME）。（大型零售）、（汽车销售）及（门窗施工）是当地2019年营业额最高的三个企业，分别为21,225,387欧元、1,207,247欧元和545,588欧元。

## 财政收入
2019年，维莱讷拉瑞埃勒的财政收入总额为3,142,690欧元，财政支出总额为2,622,630欧元，当年的债务总额为2,147,620欧元。2020年，维莱讷拉瑞埃勒共获得400,292欧元的国家财政补助，比上一年减少了0.01%。
2017年，维莱讷拉瑞埃勒的人均月收入总额为1,814欧元，其中高级职员为3,930欧元，低于法国平均水平（4,214欧元）；中级职员为2,164欧元，低于法国平均水平（2,353欧元）；普通职员为1,637欧元，亦低于法国平均水平（1,690欧元）。
2017年，维莱讷拉瑞埃勒境内的青壮年（15至64岁）失业率为12.3%，当地45.8%的家庭拥有纳税资格，平均纳税1,404欧元，低于法国平均水平（3,888欧元）。

## 社会事务

### 教育
维莱讷拉瑞埃勒属于南特学区。截止2019年1月1日，维莱讷拉瑞埃勒境内共有1所幼儿园、2所小学和2所初级中学。2018至2019学年度，维莱讷拉瑞埃勒境内共有在校中等教育阶段学生433名。

### 医疗
截止2019年1月1日，维莱讷拉瑞埃勒境内共有全科医生2名、保健师2名、牙医1名和护士4名。境内共有药房1家、养老院1家。
维莱讷拉瑞埃勒是“北部马耶讷省中心医院”（Centre Hospitalier du Nord-Mayenne）的服务范围，后者是法国的一个区域性医疗机构，其主病区位于马耶讷市区，设有床位446个，是这一地区规模最大的公立综合性医院。此外该院在维莱讷拉瑞埃勒设有一处心理诊疗中心（Centre Médico-Psychologique）。

### 住房
2017年，维莱讷拉瑞埃勒境内共有各类住房1,655套，其中80.2%为独立式居民区，18.5%为集中式居民区。常住房屋占维莱讷拉瑞埃勒市镇范围内居民建筑总量的82.8%。
在住房保障政策方面，2017年，维莱讷拉瑞埃勒境内共有287户家庭获得了住房经济补助，受益人数占总人口数量的10.2%，其中278份为房租补助。

### 商业
2019年，维莱讷拉瑞埃勒境内共有各类实体商铺82家，其中餐厅9家、大型超市3家、杂货店1家、面包房3家、肉铺1家、银行门店2家、美容美发店7家、汽车维修店5家。市区X部建有大型开放式商业街区。

### 体育
2019年，维莱讷拉瑞埃勒境内共有1家游泳池、1间体育馆、1座综合体育场、4处网球场、1处足球或橄榄球场以及1处篮球或排球场。
截至2021年4月，维莱讷拉瑞埃勒境内共有两支注册足球俱乐部，其中包括一支五人制足球队。
巴黎-布雷斯特自行车赛的常规路线由维莱讷拉瑞埃勒通过。

### 环境
维莱讷拉瑞埃勒的环境事务由其所属的公共社区负责。2019年，维莱讷拉瑞埃勒境内暂无污染企业。

### 治安
2019年，维莱讷拉瑞埃勒市镇范围内有1处宪兵队。
2014年，维莱讷拉瑞埃勒及附近地区共发生各类案件2,150起，其中盗窃类案件1,247起，经济类案件287起，毒品交易类案件184起。

## 文化

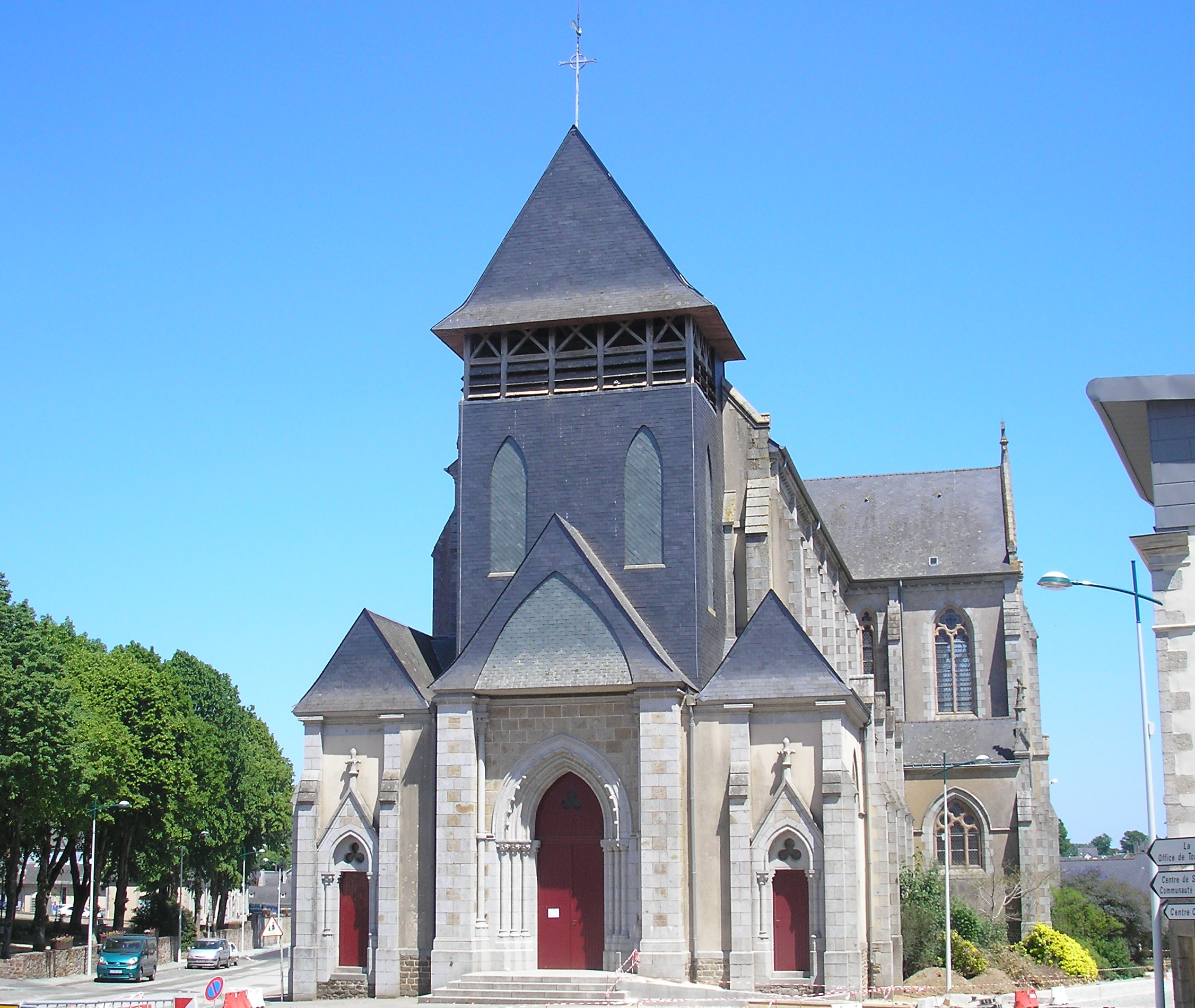
圣乔治教堂

2019年，维莱讷拉瑞埃勒境内暂无任何文化设施。

### 建筑
维莱讷拉瑞埃勒境内有多处历史建筑，其中维莱讷拉瑞埃勒旧圣乔治教堂钟楼是法国国家文物保护单位。

### 旅游
维莱讷拉瑞埃勒的旅游事务由其所属的公共社区负责。2020年，维莱讷拉瑞埃勒境内共有1家宾馆共计15间房间。

### 媒体
法国主要的媒体均可在维莱讷拉瑞埃勒接收，法国电视三台下属的卢瓦尔河地区大区频道在部分时段播出维莱讷拉瑞埃勒所属区域的地方新闻。

## 友好城市
截至2021年4月，维莱讷拉瑞埃勒共与一座城市互为友好城市关系：
- 德国 巴特利本采尔